# アメリカ正教会

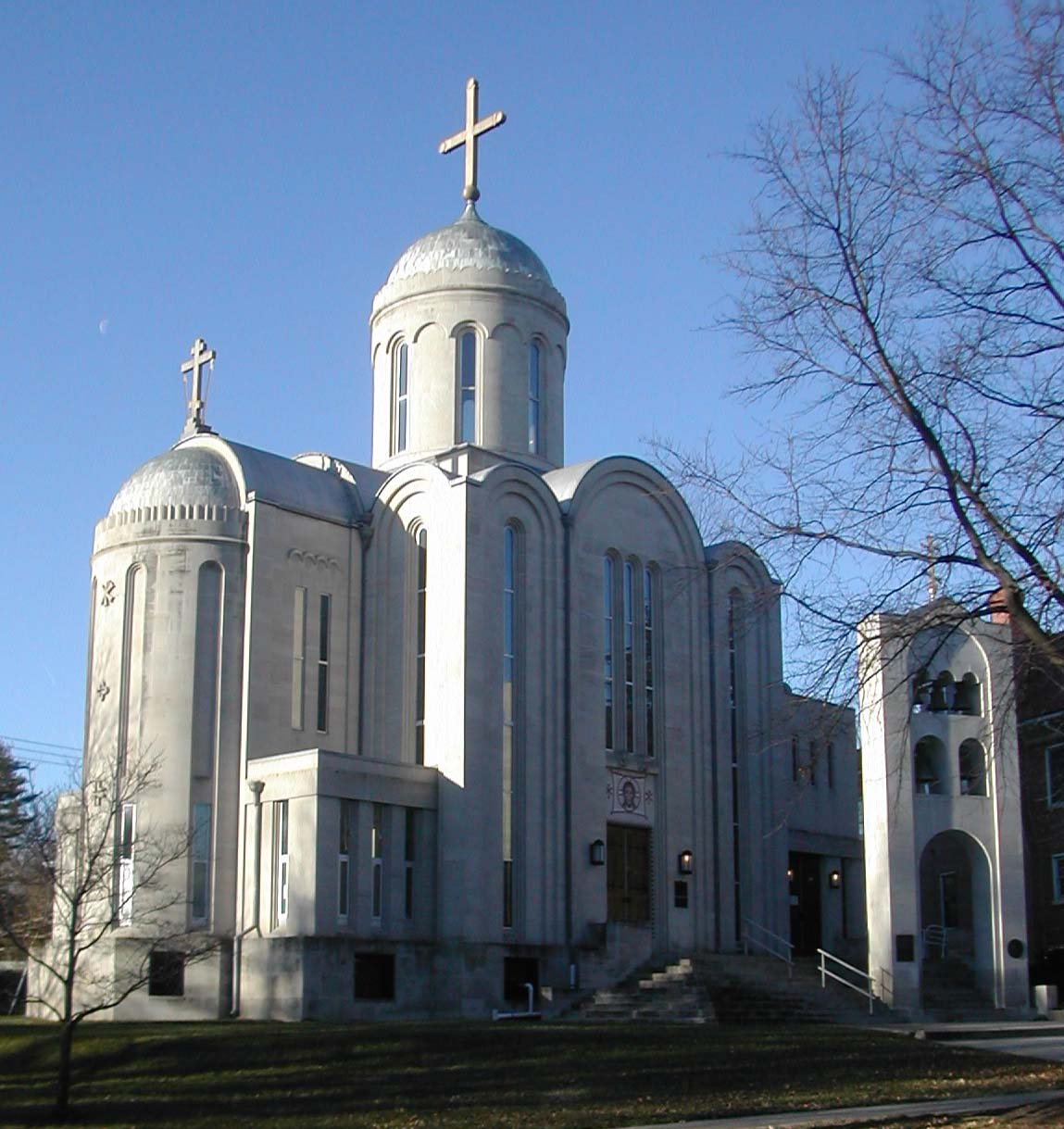
聖ニコラス大聖堂（ワシントンD.C.）。アメリカ正教会の首座主教座大聖堂。

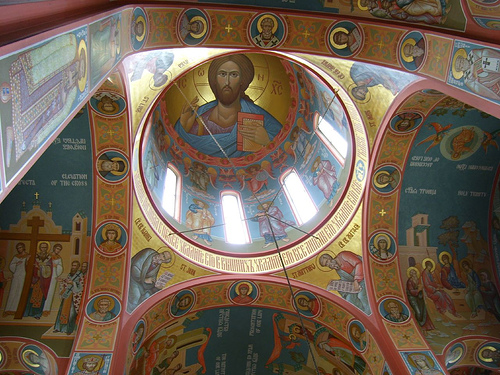
聖ニコラス大聖堂（ワシントンD.C.）のドーム内部

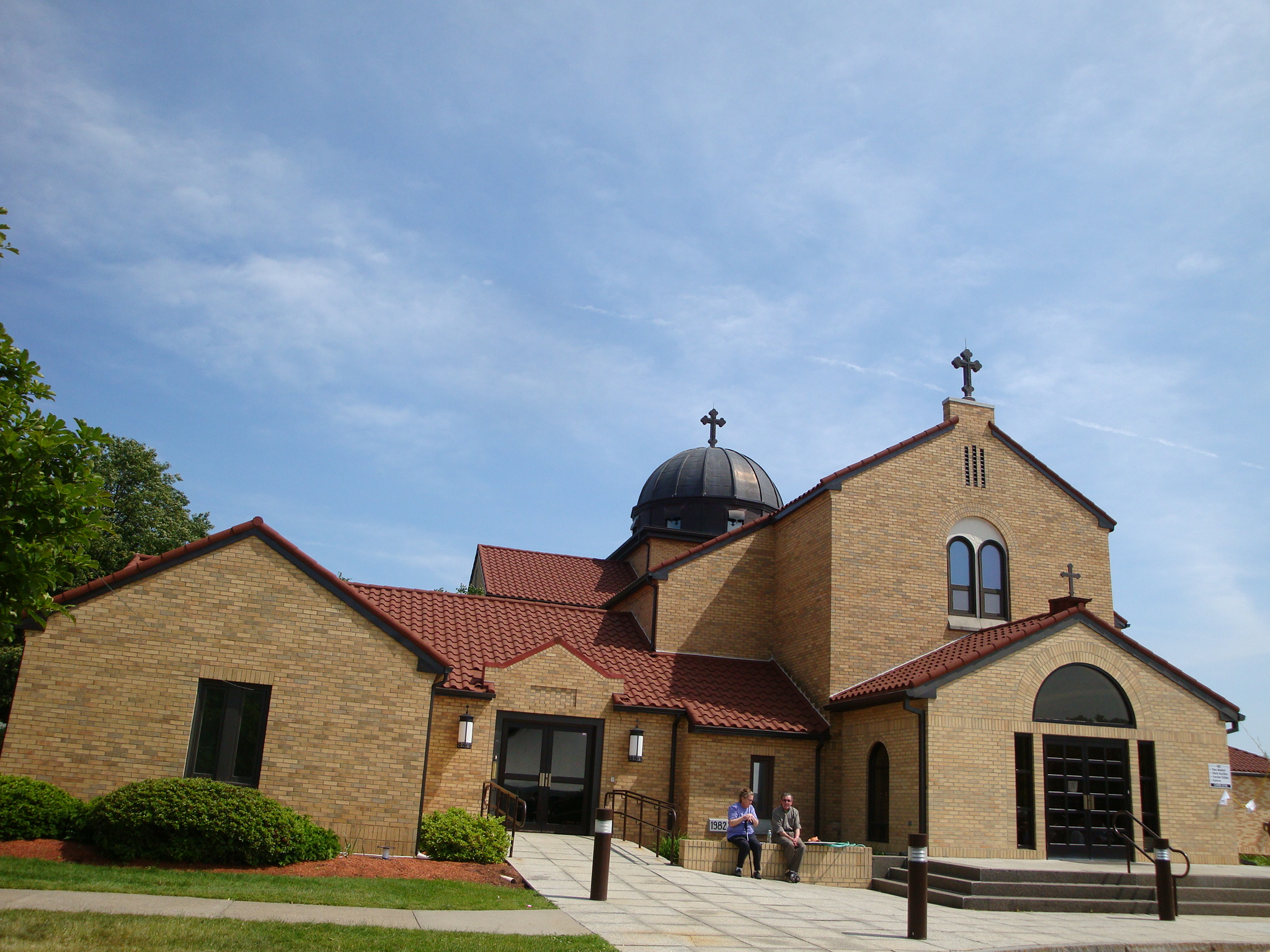
アメリカ正教会の在米アルバニア正教会（マサチューセッツ州ウースター）

アメリカ正教会（アメリカせいきょうかい、英: Orthodox Church in America、略称OCA）とはアメリカ合衆国、カナダ、メキシコを管轄する独立正教会で、アラスカがロシア帝国領のころロシア正教が1794年に伝えられたことに起源を持つ。本部は聖ニコラス大聖堂（ワシントンD.C.
座標: 北緯38度55分30秒 西経77度04分07秒 / 北緯38.9249度 西経77.0686度
）にある。
本部がある米国内には集会が551、修道院が19あり、信者数は84,900人で、その内33,800人が常時教会へ通っている。集会数が多い州は、アラスカ州（86）、ペンシルベニア州（83）、カリフォルニア州（43）、ニューヨーク州（41）の順である。
なお、本部がある米国で正教会を広くカバーする組織には、他に「在外ロシア正教会」、「在米国ギリシャ正教会」などもある。

## 沿革
1794年にアラスカへロシアから伝えられた正教がアメリカの正教伝道のはじまりであり、当初はその流れの継続としてロシア系の教区が設置されていた。アメリカ正教会はその直系にあたるが、時を経た現在ではロシア系にとどまらない、民族の枠を越えた伝道活動・教会運営を行っている。初期の伝道・教会運営に当たった主教達の中からは聖人が輩出された。アラスカのゲルマン、アラスカの聖インノケンティ、モスクワ総主教聖ティーホンなどが挙げられる。
19世紀後半に起きた大きな出来事のひとつに、米国中西部の東方典礼カトリック教会が周りのローマ・カトリック教会の一部の大司教から特に神父が妻帯していることに関して異質の目で見られて、時には迫害を受けたので、東方典礼カトリックの司教アレクシス・トスが多くの人々を正教会へ導いて移動した。
1960年、米州においてこうした分離状態にある相互の教区同士で、正教会としての一致を図る事を目的として、米州カノン的合法正教会常設主教会議が設立され、各教会・教区の主教が定期的に会合を持った。同会議は、北中米カノン的合法正教会主教会議に承継された。
1970年に独立正教会位を認めるトモスがモスクワ総主教庁・ロシア正教会から与えられた。この時、姉妹教会の関係にあった日本正教会にも自治正教会位が認められた。ただしそれぞれの独立正教会位・自治正教会位はコンスタンディヌーポリ総主教庁からは承認されていない。
独立正教会としてのアメリカ正教会の確立、および正教会がいくつかの教会に分かれている問題の解決を目指し尽力した神学者として、長司祭アレクサンドル・シュメーマンがいる。

## 主教区と主教所在州
主教区（東から西へ）とそれぞれの主教所在州を次に示す。 
- ニューイングランド主教区 - 主教所在州：マサチューセッツ州
- ニューヨーク・ニュージャージー主教区 - ニューヨーク州
- ペンシルバニア東部主教区 - ペンシルベニア州
- ペンシルバニア西部大主教区 - ペンシルベニア州
- ワシントンD.C.大主教区 - ワシントンD.C.（聖ニコラス大聖堂 (ワシントンD.C.)）
- 中西部主教区 - イリノイ州（至聖三者大聖堂 (シカゴ)）
- 南部主教区 - テキサス州
- アラスカ主教区 - アラスカ州
- 西部主教区 - カリフォルニア州（ハワイ州ハワイ島の2ミッションも含む）
- カナダ大主教区 - オタワ
- アルバニア大主教区（1972年に参加 [6]） - マサチューセッツ州
- ブルガリア大主教区（1976年に参加） - オレゴン州
- ルーマニア主教区（すでに1960年から） - ミシガン州
- メキシコ主教区（1972年に開設） -  メキシコシティ

アメリカ正教会には最近アルバニア、ブルガリア、ルーマニア正教会系の大教区ができていて、人種にかたよらない方向へ進んでいる。ただし、在米国ギリシャ正教会、在外ロシア正教会、在米国ウクライナ正教会、在米国セルビア正教会などに属する教会は参加していない。

## 神学校
神学校は三校あり、St. Vladimir’s Seminary（ニューヨーク州ヨンカーズ）、St. Tikhon’s Seminary（ペンシルベニア州South Canaan）、St. Herman Seminary（アラスカ州コディアック）である。

## ギャラリー

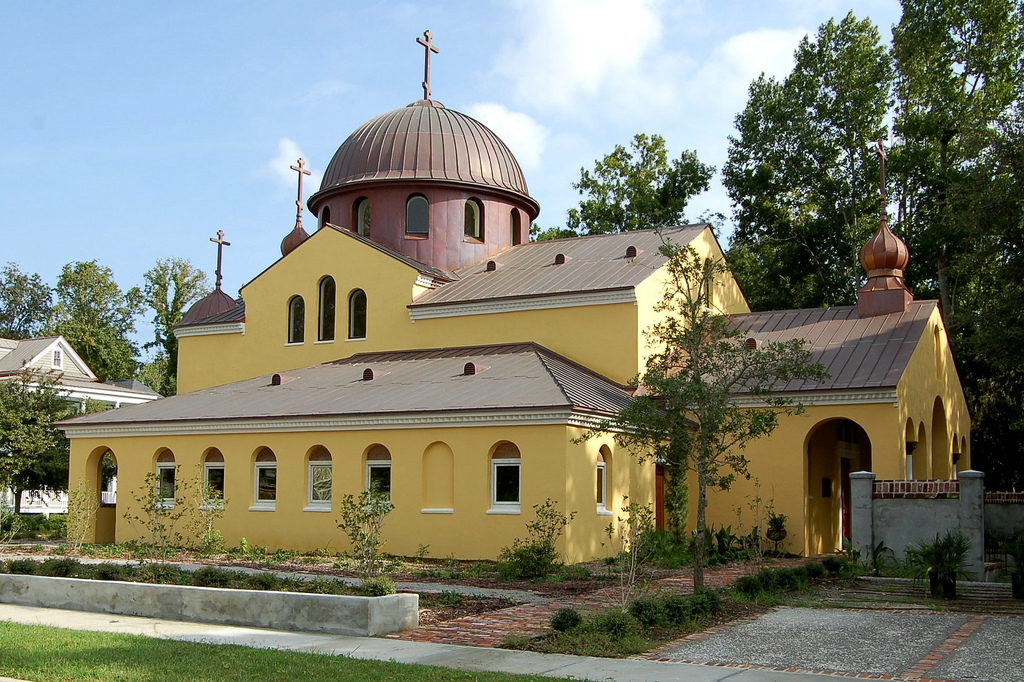
昇天聖堂（チャールストン郡 (サウスカロライナ州)）
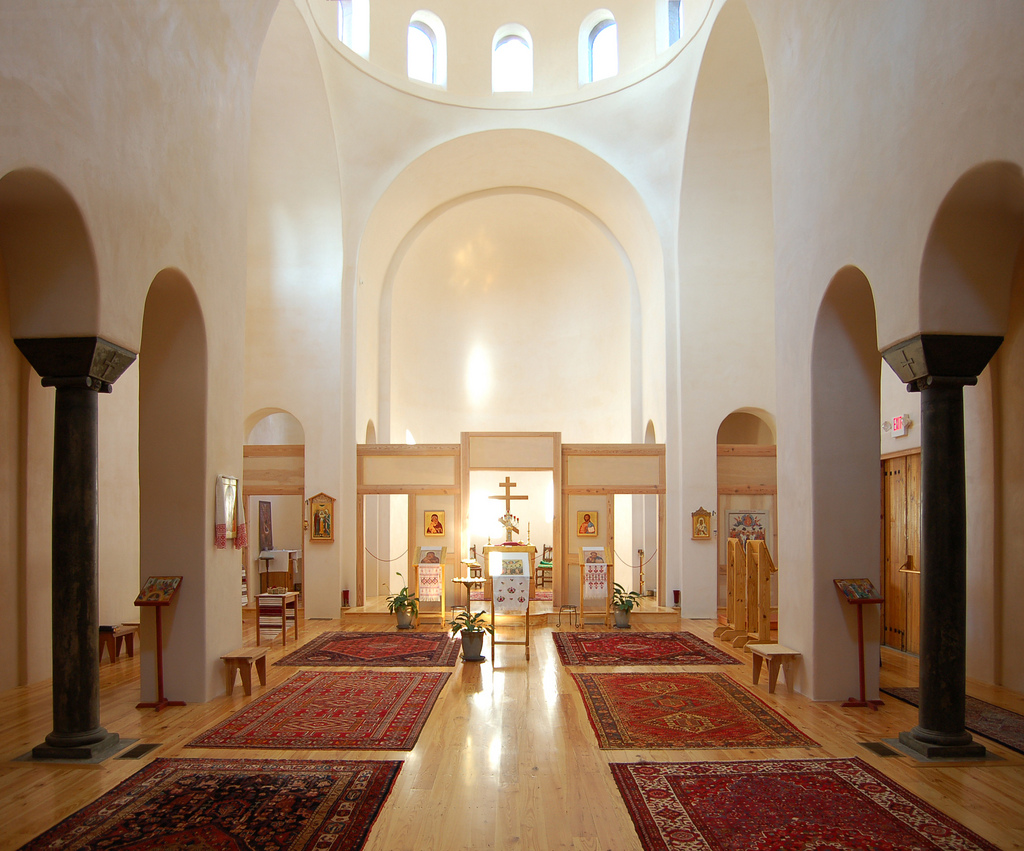
昇天聖堂の内観（チャールストン郡 (サウスカロライナ州)）

## 分類
- 正教会（ギリシャ正教、東方正教会） — 正教会の洗礼・聖体機密（聖体礼儀）を含む機密（秘蹟）は全ての正教会で有効。「ルーマニア正教会」「ロシア正教会」は組織名であり、一組織を信仰するかのような「ロシア正教を信仰する」「グルジア正教を信仰する」といった表現は誤りである。
  - 独立正教会（一部からの承認のみのものを含む）
    - アメリカ正教会
    - アルバニア正教会
    - アレクサンドリア教会（アレクサンドリア総主教庁）
    - アンティオキア教会（アンティオキア総主教庁）
    - ウクライナ正教会 (2018年設立)
    - エルサレム教会（エルサレム総主教庁）
    - キプロス正教会
    - ギリシャ正教会
    - グルジア正教会
    - コンスタンティヌーポリ教会（コンスタンティヌーポリ全地総主教庁）
    - セルビア正教会
    - チェコスロバキア正教会
    - ブルガリア正教会
    - ポーランド正教会
    - マケドニア正教会　一部のみその地位を承認。
    - ルーマニア正教会
    - ロシア正教会

  - 自治正教会（一部の承認のものも含む）
    - エストニア使徒正教会 — 一部のみその地位を承認。承認していない教会からは一教区扱い。
    - シナイ正教会
    - 正統オフリド大主教区 — 一部のみその地位を承認。承認していない教会からは一教区扱い。
    - 中国正教会 — 一部のみその地位を承認。承認していない教会からは一教区扱い。
    - 日本ハリストス正教会 — 一部のみその地位を承認。承認していない教会からは一教区扱い。
    - フィンランド正教会

  - 自主管理教会
    - アンティオキア正教会北米大主教区
    - ウクライナ正教会 (モスクワ総主教庁系)
    - エストニア正教会 — ロシア正教会の自主管理教会。
    - 在外ロシア正教会
    - モルドバ正教会
    - ラトビア正教会
    - 他